# Manuel Murillo
Manuel Mauricio Murillo Palomino (El Cerrito; 13 de diciembre de 1992) es un futbolista colombiano conocido por su capacidad goleadora, su explosividad y su buen juego aéreo. juega en el A.F.C Los Laureles de la Liga de Ascenso de El Salvador Donde es es actual campeón de goleador de torneo apertura 2024-2025 con la cifra de 11 goles en 11 partidos disputados.

## Trayectoria
Fue anunciado como nueva incorporación del Trujillanos Fútbol Club en julio de 2018, siendo su segundo equipo dentro de la Primera División de Venezuela

## Clubes
| Club                      | País        | Año         |
| ------------------------- | ----------- | ----------- |
| Alianza FC                | Panamá      | 2014 - 2015 |
| SD Atlético Nacional      | Panamá      | 2015 - 2016 |
| Portuguesa FC             | Venezuela   | 2016 - 2017 |
| Santa Gema FC             | Panamá      | 2017 - 2018 |
| Trujillanos FC            | Venezuela   | 2018 - 2019 |
| CD Municipal Limeño       | El Salvador | 2021        |
| CD Dragón                 | El Salvador | 2022        |
| CD Titan                  | El Salvador | 2022 - 2023 |
| CD Cruzeiro Cangrejera fc | El Salvador | 2023 -2024  |

## Estadísticas
| Club                              | Temporada           | Liga  | Liga  | Copa Nacional | Copa Nacional | Copa Internacional | Copa Internacional | Total | Total | Prom. · |
| Club                              | Temporada           | Part. | Goles | Part.         | Goles         | Part.              | Goles              | Part. | Goles | Prom. · |
| --------------------------------- | ------------------- | ----- | ----- | ------------- | ------------- | ------------------ | ------------------ | ----- | ----- | ------- |
| Alianza FC · Panamá               | 2014/15             | 5     | 0     | 0             | 0             | -                  | -                  | 5     | 1     | 0,20    |
| Alianza FC · Panamá               | Total               | 5     | 0     | 0             | 0             | 0                  | 0                  | 5     | 1     | 0,20    |
| Atlético Nacional · Panamá        | 2015/16             | 31    | 14    | 0             | 0             | -                  | -                  | 31    | 14    | 0,45    |
| Atlético Nacional · Panamá        | Total               | 31    | 14    | 0             | 0             | 0                  | 0                  | 31    | 14    | 0,45    |
| Portuguesa FC · Venezuela         | 2016                | 15    | 4     | 1             | 1             | -                  | -                  | 16    | 5     | 0,31    |
| Portuguesa FC · Venezuela         | 2017                | 6     | 1     | 0             | 0             | -                  | -                  | 6     | 1     | 0,11    |
| Portuguesa FC · Venezuela         | Total               | 21    | 5     | 1             | 1             | 0                  | 0                  | 22    | 6     | 0,31    |
| Santa Gema FC Panamá              | 2017 - 2018         | -     | -     | -             | -             | -                  | -                  | -     | -     | -       |
| Trujillanos Fútbol Club Venezuela | 2018                | -     | -     | -             | -             | -                  | -                  | -     | -     | -       |
| Total en su carrera               | Total en su carrera | 57    | 19    | 1             | 1             | 0                  | 0                  | 58    | 20    | 0,36    |